# Orlík krátkoprstý
Orlík krátkoprstý (Circaetus gallicus) je velký dravec z čeledi jestřábovitých.

## Popis
- Rozpětí: 170–190 cm
- Výška: 63–70 cm[2]

Vsedě je nápadná široká hlava (téměř jako u sov). Od jiných orlů se liší světlou spodinou těla a křídel, s obvykle tmavším hrdlem a hlavou, rovnoměrně skvrnitými krovkami a letkami. Na ocase jsou tři tmavé pruhy. Od orlovce říčního a světlých kání lesních se liší absencí tmavé skvrny v ohbí křídla.

## Rozšíření
V Evropě hnízdí asi 8 000–13 000 párů, hlavně na jihozápadě. Jiné zdroje udávají menší čísla (4000). Do České republiky zaletuje jen vzácně, po roce 1989 je známo méně než deset pozorování. Oblíbeným biotopem jsou vřesoviště, krasové oblasti a návrší – místa s dostatkem plazů.

## Potrava
Nejoblíbenější potravou orlíka jsou hadi, následovaní dalšími plazy a obojživelníky. V případě nedostatku plazů útočí i na menší savce a výjimečně i na malé ptáky a velký hmyz.

## Rozmnožování
Hnízda staví na stromech. Snáší obvykle jen jedno vejce, na němž většinou samice sedí 46–48 dní. Doba hnízdní péče je 70–80 dnů. O vzletná mláďata se dospělí starají ještě asi měsíc.

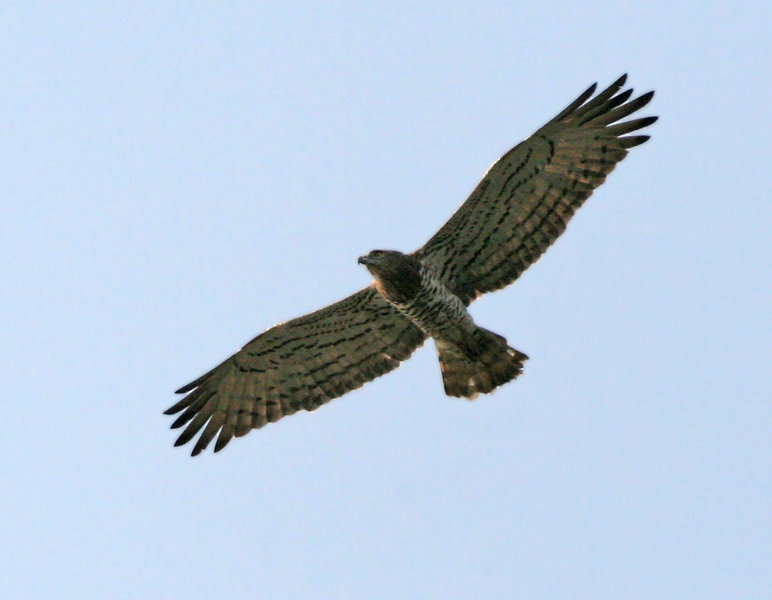
Orlík krátkoprstý v letu
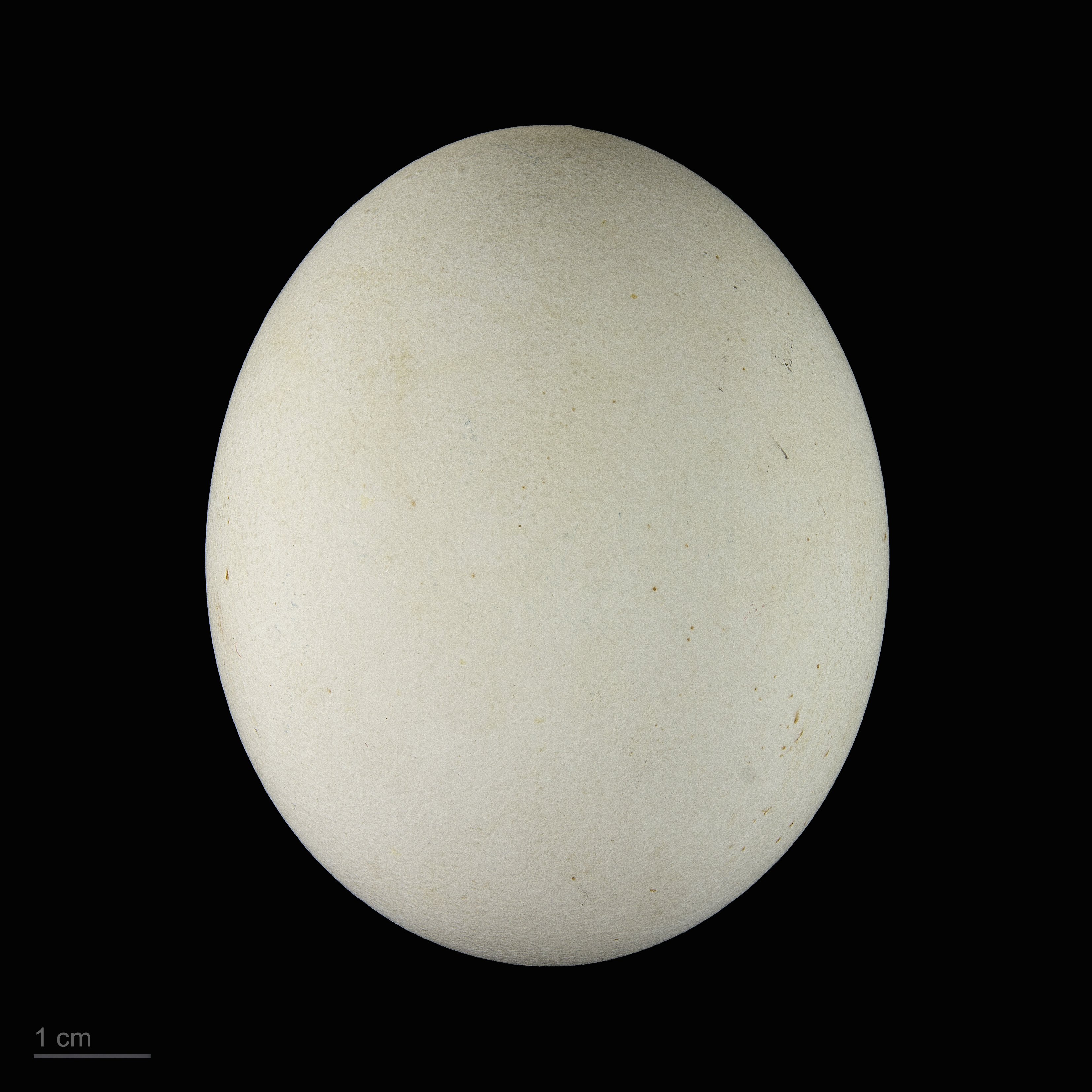
Circaetus gallicus